# Anisogaster punctum
Anisogaster punctum är en skalbaggsart som beskrevs av Leon Fairmaire 1896. Anisogaster punctum ingår i släktet Anisogaster och familjen långhorningar.
Artens utbredningsområde är Madagaskar. Inga underarter finns listade i Catalogue of Life.